# Liste des préfets actuels des régions de la Côte d'Ivoire
 (août 2023).
Cette page dresse la liste des préfets des 31 régions de la Côte d’Ivoire. Les régions sont regroupées en 12 districts de droit commun. Les gouverneurs des districts autonomes d’Abidjan et de Yamoussoukro sont également indiqués.

## Gouverneurs des districts autonomes
| District     | Nom            | Depuis (le) |
| ------------ | -------------- | ----------- |
| Abidjan      | John VALERO    | 2011        |
| Yamoussoukro | Augustin Thiam | 11 mai 2011 |

## Préfets des régions
| Région           | Nom                                    | Depuis (le)       |
| ---------------- | -------------------------------------- | ----------------- |
| Agnéby-Tiassa    | Bako Digbé Anatole Privat              | 26 septembre 2012 |
| Bafing           | Yao Benoit Kouakou                     | 26 septembre 2012 |
| Bagoué           | Issa Coulibaly                         | 26 septembre 2012 |
| Bélier           | Ekponon Assomou André                  | 26 septembre 2012 |
| Béré             | Adjé Dago Rémi                         | 26 septembre 2012 |
| Bounkani         | Tuo Fozié                              | 26 septembre 2012 |
| Cavally          | Koné Messamba                          | 26 septembre 2012 |
| Folon            | Baladji Abdou Karim Barro              | 26 septembre 2012 |
| Gbeke            | Konin Aka                              | 26 septembre 2012 |
| Gbôkle           | Ernest Boni Koffi                      | 26 septembre 2012 |
| Gôh              | N’Zi Kanga Rémi                        | 26 septembre 2012 |
| Gontougo         | Goun François Germain                  | 26 septembre 2012 |
| Grands Ponts     | Kouakou Assoman                        | 26 septembre 2012 |
| Guémon           | Sory Sangaré                           | 26 septembre 2012 |
| Hambol           | Omepieu Yul Lambert                    | 26 septembre 2012 |
| Haut-Sassandra   | Brou Kouame                            | 26 septembre 2012 |
| Iffou            | Koffi Akpolleh Kouamé Albert           | 26 septembre 2012 |
| Indénié-Djuablin | Fadi Ouattara                          | 26 septembre 2012 |
| Kabadougou       | Amani Yao Michel                       | 26 septembre 2012 |
| Lôh-Djiboua      | Kpan Droh Joseph                       | 26 septembre 2012 |
| Marahoué         | Gbamele Kouame Adrien                  | 26 septembre 2012 |
| Mé               | Sanogo Al-Hassana                      | 26 septembre 2012 |
| Moronou          | Nemlin Houandé Henriette Djahi Nessero | 26 septembre 2012 |
| Nawa             | Alliali Kouadio                        | 26 septembre 2012 |
| N’Zi             | N’Guessan Obouo Jacques                | 26 septembre 2012 |
| Poro             | Daouda Ouattara                        | 26 septembre 2012 |
| San Pedro        | Coulibaly Ousman                       | 26 septembre 2012 |
| Sud-Comoé        | Boni Kouassi Albert                    | 26 septembre 2012 |
| Tchologo         | Soualoho Diakité                       | 26 septembre 2012 |
| Tonkpi           | Soro Kayaha Jérôme                     | 26 septembre 2012 |
| Worodougou       | Bamba Moussa                           | 26 septembre 2012 |